# Bibijana Čujec
Bibijana Čujec Dobovišek, slovenska fizičarka, * 25. december 1926, Ljubljana, † 8. september 2022, Edmonton, Kanada.
Leta 1950 diplomirala na Prirodoslovno matematični fakulteti v Ljubljani in 1959 doktorirala iz fizike na Naravoslovni fakulteti v Ljubljani. V letih 1954−61 je bila zaposlena na ljubljanskem institutu "Jožef Stefan", nato se je strokovno izpopolnjevala v Pittsburghu v ZDA, leta 1963 pa se je preselila v Kanado. 

## Življenje in delo
Bibijana Čujec, roj. Dobovišek, se je rodila 25. decembra 1926 v Ljubljani očetu Mihaelu Dobovišku, strojnemu tehniku, in materi Mariji roj. Dolinar, uradnici. Osnovno šolo in gimnazijo pri uršulinkah je obiskovala v letih 1933-45. V letih 1945-50 je študirala matematiko in fiziko na naravoslovni fakulteti Univerze v Ljubljani (profesorji Josip Plemelj in Ivan Vidav za matematiko, Anton Peterlin za fiziko). Po diplomi je v letih 1950–54 delovala na fizikalnem inštitutu SAZU, v letih 1955–61 pa na Institutu Jožefa Stefana. Posvetila se je jedrski fiziki, na podlagi disertacije Fotonuklearne reakcije s posebnim ozirom na Wilkinsonov model je leta 1959 doktorirala na Naravoslovni fakulteti v Ljubljani. Leta1961 je odšla na postdoktorsko izpopolnjevanje v tujino. Do leta 1963 je delala kot raziskovalka na Univerzi v Pittsburghu v ZDA na »stripping« reakcijah. Nato je odšla v Kanado, kamor ji je sledila družina, tri hčere in sin. Prvo leto (1963/64) je predavala na Univerzi Alberte v Edmondtonu, potem pa je prešla na univerzo Laval v Quebecu: leto 1964 je začela kot asistentka, leta 1966 je postala izredna profesorica, leta 1970 pa redna. Med službovanjem na Lavalu je delala dve leti v Kellogg Radiation Laboratory na California Institute of Technology v Pasadeni, ZDA, in eno leto v CERN v Ženevi. Predavala predmete jedrska fizika, osnovni delci, moderna fizika, statistična termodinamika, eksperimentalna fizika itn. Poleg predavanj na dodiplomski stopnji je poučevala in podpirala študente pri delu na njihovih magistrskih in doktorskih naslovih. S svojim delom na univerzi Laval je bistveno prispevala k razvoju študijskega in tudi raziskovalnega programa iz jedrske fizike na tej ustanovi. Je tudi članica American Physical Society in Canadian Association of Physicists. Upokojila se je leta 1993. Redno je obiskovala Slovenijo, sorodnike, prijatelje in grob staršev. Svoje delo, družino, prepričanja in ustvarjalnost je predstavila v avtobiografiji. Od kod smo : današnji pogled na svet in njegov razvoj, Celje, 2005.  
Raziskovalno delo Bibijane Čujec posega na razna področja eksperimentalne jedrske fizike. V začetku (v Ljubljani in leta 1954 v Lundu na Švedskem) je proučevala osnovne delce v kozmičnih žarkih, ob poskusih s pospeševalnikom betatronom pa fotonuklearne reakcije. Pozneje (v ZDA in Kanadi) se je posvetila spektroskopiji jeder in študiju jedrskih reakcij z 3He in 4He kot projektili. Sledil je študij reakcij med težjimi jedri (npr. 12C+12C) pri nizkih energijah, pri tem pa je posegala tudi na področje astrofizike. Nazadnje se je ukvarjala z reakcijami med težjimi jedri. Pričela je tudi proučevati reakcije antiprotonov s protoni pri nizkih energijah (pri CERN-u 1985/86). 